# 舒新城
舒新城（1893年7月5日—1960年11月28日），原名玉山，学名维周，字心怡，号畅吾庐，曾用名建勋，男，湖南溆浦人:5，中国近代教育家:4、出版家、辞书编纂家。

## 生平
舒新成幼年家貧，曾就讀私墊，1914年8月，無中學學歷冒名考進長沙湖南高等師範學校英語部。:5
1928年4月，自徐元誥接手主编《辞海》:5。1954年，当选第一届全国人民代表大会代表。1959年夏天辞海编辑委员会成立，舒新城出任主任委员。1960年11月28日病逝。

## 作品
《中华百科辞典》、《道尔顿制研究集》、《近代中国教育史料》等近50种。